# گمینا شوینگتسه وارتسکیه
گمینا شوینگتسه وارتسکیه (به لهستانی:  Gmina Świnice Warckie) یک گمینا در لهستان است که در شهرستان ونچتسا واقع شده‌است. گمینا شوینگتسه وارتسکیه ۹۳٫۹۵ کیلومتر مربع مساحت و ۴٬۱۱۴ نفر جمعیت دارد.